# Finn Russell

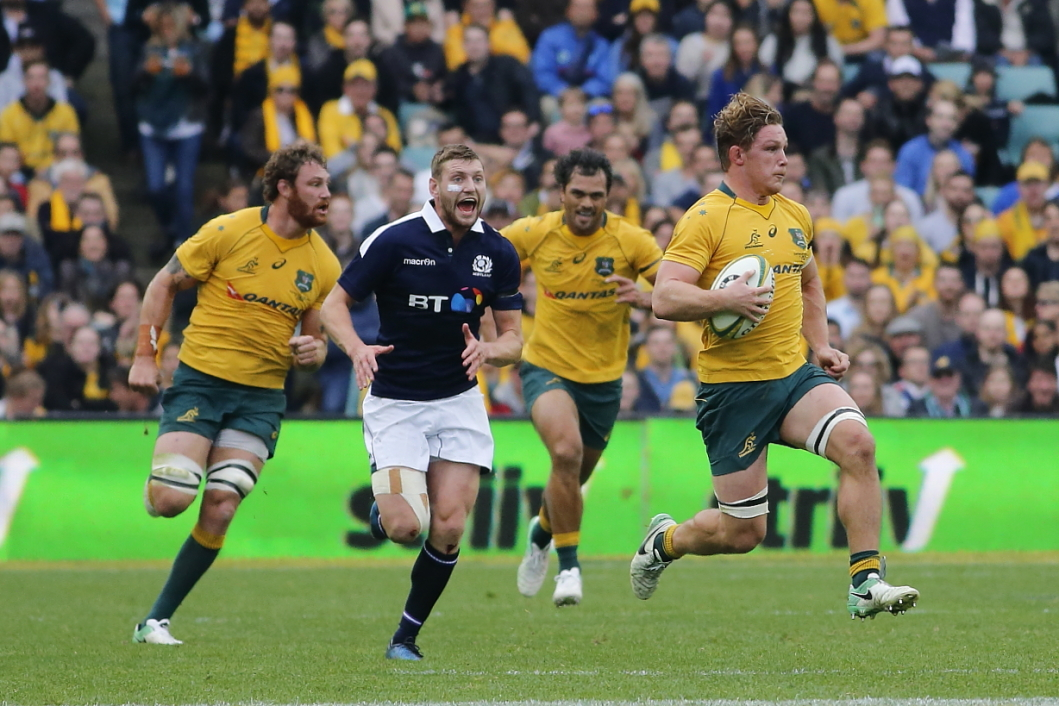
Russell (w granatowym stroju) w meczu z Australią (2017)

Finn Russell (ur. 23 września 1992 r. w Bridge of Allen pod Stirling) – szkocki rugbysta występujący na pozycji łącznika ataku. Reprezentant kraju i dwukrotny uczestnik pucharu świata.

## Młodość
Russell pochodzi ze sportowej rodziny; ojciec Keith przez wiele lat zajmował się zarządzaniem instytucjami sportowymi, a w 2015 roku został dyrektorem ds. krajowego rugby przy Scottish Rugby Union. Z tą samą co Finn dyscypliną sportu związali się też jego dwaj bracia, Archie i Harry, którzy aktywnie uprawiają rugby.
Na pierwszy trening przyszły reprezentant Szkocji przyszedł prawdopodobnie w trzeciej klasie szkoły podstawowej. Trafił do zespołu  Stirling County, w którego barwach w 2011 roku zdobył mistrzostwo Szkocji w kategorii do lat 18.
Russell uczęszczał do Wallace High School w Stirling, jednak w trakcie piątego roku zrezygnował z dalszej edukacji i przez trzy lata przyuczał się do zawodu murarza. Wiązało się z codzienną pracą od godziny 9.30 do 16.

## Kariera klubowa
Z początkiem sezonu 2011/2012 Russell wszedł w wiek seniora, jednak miał niewielkie szanse na grę w barwach Stirling County w amatorskiej Scottish Premiership. Wobec tego przeniósł się do występującego klasę niżej Falkirk. Pomimo tego, że drużyna ostatecznie spadła do trzeciej ligi, sam Russell zapracował na powołanie do reprezentacji U-20. Co więcej, pod koniec sezonu otrzymał propozycję kontraktu szkoleniowego od Glasgow Warriors, jednej z dwóch profesjonalnych drużyn w Szkocji. Na jego mocy został członkiem akademii klubu z Glasgow, jednak kolejny rok spędził w pierwszoligowym Ayr z którym to zespołem wywalczył mistrzostwo ligi. W lutym 2013 roku – pod nieobecność powołanych do reprezentacji zawodników – Russell zadebiutował w barwach Warriors w lidze Pro12 w meczu z Zebre Rugby.
Latem 2013 roku w ramach stypendium Johna MacPhaila spędził (wraz z Samem Hidalgo-Clyne’em) 15 tygodni na nowozelandzkiej Wyspie Południowej. Występował wówczas w drużynie Lincoln University, trenując w powstałej  przy Canterbury Rugby Football Union International High Performance Unit (ang. Międzynarodowa Jednostka Wysokiej Wydajności).
Po powrocie do Szkocji Russell szybko zaczął awansować w hierarchii zespołu z Glasgow, by pod koniec sezonu stać się podstawowym łącznikiem ataku drużyny. Wraz z ekipą Warriors dotarł wówczas do finału ligi, gdzie jednak przegrał z Leinster. Kolejny sezon klubowy w wykonaniu klubu Russella okazał się być jeszcze lepszy. Warriors zajęli pierwsze miejsce w tabeli Pro12 po sezonie zasadniczym i awansowali do fazy pucharowej. W półfinale mierzyli się z Ulster Rugby i wygrali 16:14. W końcowych minutach spotkania Russell popisał się asystą przy dającym remis przyłożeniu DTH van der Merwe, kiedy wykonał kilkudziesięciometrowy przerzut na skrzydło. Następnie – mimo trudnej pozycji – wykorzystał podwyższenie, dzięki któremu Szkoci po raz drugi z rzędu dotarli do finału. W nim przyszło im mierzyć się z kolejną irlandzką drużyną, Munster Rugby, jednak tym razem to Warriors okazali się być wyraźnie lepsi. Ekipa z Glasgow wygrała na Ravenhill Stadium w Belfaście 31:13, dzięki czemu zdobyła pierwszy w historii Pro12 tytuł dla drużyny ze Szkocji. Sam Russell w meczu finałowym uzyskał 13 punktów, zdobywając przyłożenie i wykorzystując cztery podwyższenia.

## Kariera reprezentacyjna
Po raz pierwszy do drużyny narodowej Szkot trafił, grając w drugoligowym Falkirk – Russell był kluczową postacią drużyny U-20, która w 2012 roku walczyła w młodzieżowym Pucharze Sześciu Narodów. Wziął także udział w rozgrywanych w Argentynie Mistrzostwach Świata do lat 20.
W dorosłej reprezentacji zadebiutował 7 czerwca 2014 r. w meczu ze Stanami Zjednoczonymi. Bardzo szybko wywalczył sobie stałe miejsce w drużynie narodowej, zaliczając regularne występy w jesiennych meczach sparingowych oraz podczas Pucharu Sześciu Narodów 2015.
We wrześniu tego samego roku Russell znalazł się w składzie reprezentacji na rozgrywany w Anglii Puchar Świata.
W maju 2021 roku ogłoszono, że zawodnik znalazł się w składzie British and Irish Lions na serię spotkań w Południowej Afryce.